# 17 мая
17 мая — 137-й день года (138-й в високосные годы) по григорианскому календарю.
До конца года остаётся 228 дней.
До 15 октября 1582 года — 17 мая по юлианскому календарю, с 15 октября 1582 года — 17 мая по григорианскому календарю.
В XX и XXI веках соответствует 4 мая по юлианскому календарю.

## Праздники и памятные дни
См. также: Категория:Праздники 17 мая

### Международные
- ООН (МСЭ) — Всемирный день электросвязи и информационного общества (ранее «Всемирный день информационного общества», Международный день телекоммуникаций)
- Международный день борьбы с гомофобией и трансфобией (IDAHOT)[2][3] (1990)

### Национальные
- Аргентина — День военно-морского флота (1814)
- Германия — День отца[4]
- Грузия — День святости семьи и уважения к родителям[5]
- Латвия — День пожарного и спасателя (2011)
- Канада — День гражданства
- Куба — День аграрной реформы (1959)
- Нигерия — День конституции
- Норвегия — День конституции (1814)
- Россия — День промышленного альпиниста
- Япония — Фестиваль Тосёгу (двухдневное шествие паланкинов)[6]

### Религиозные
Православие
- Вознесение Господне (переходящее празднование в 2018 году)
- память мученицы Пелагии, девы Тарсийской (ок. 290)
- память священномученика Еразма, епископа Формийского (303)
- память священномученика Альвиана, епископа Анейского, и учеников его (304)
- память священномученика Сильвана, епископа Газского, и с ним 40 мучеников (311)[9]
- память преподобных Никиты (Нифонта), Кирилла, Никифора, Климента и Исаакия, братьев Алфановых (Сокольницких) в Новгороде (XIV—XV)
- празднование в честь Старорусской иконы Божией Матери (1570)
- память мучеников, в долине Ферейдан (Иран) от персов пострадавших (XVII)(переходящее празднование в 2018 году)
- память священномученика Иоанна Васильева, пресвитера (1942)
- память священномученика Николая Тохтуева, диакона (1943)

### Именины
- Католические: Вероника, Брунон, Мария.
- Православные: Климент (Климентий), Кирилл, Никита, Пелагея, Никифор, Флориан.

## События
См. также: Категория:События 17 мая

### До XVIII века
- 352 — Либерий избран 36-м папой римским.
- 1215 — английские бароны в ходе мятежа против короля Иоанна Безземельного захватывают Лондон.
- 1302 — ремесленники города Брюгге подняли восстание против французов, что стало началом освободительной войны во Фландрии.
- 1395 — вторгшаяся в Валахию османская армия столкнулась с валашской в Битве при Ровине.
- 1497 — Васко да Гама достиг берегов Индии.
- 1525 — под Франкенхаузеном окончательно разбита крестьянская армия Томаса Мюнцера.
- 1536 — Джордж Болейн, виконт Рочфорд, брат Анны Болейн, осуждённый судом Генриха VIII, был казнён в Тауэр Хилл.
- 1590 — Анна Датская стала королевой Шотландии.
- 1642 — основан Монреаль.
- 1656 — Россия объявила войну Швеции.

### XVIII век
- 1727 — на русский престол вступил Пётр II, малолетний внук Петра I.
- 1742 — Фридрих II разбил австрийцев в битве у Шотузица (Силезия).
- 1787 — из-за сильного ветра опрокинулось английское судно «Систерс», на котором из Африки на Кубу перевозились рабы — около 300 человек погибли.
- 1792 — спрятавшиеся от солнца под тенью раскидистого дерева 24 брокера основывают Нью-Йоркскую фондовую биржу. Там, где росло это дерево, сегодня расположена Уолл-стрит.
- 1799 — после неудачной попытки захватить Акко Наполеон отступил из Палестины в Египет.

### XIX век
- 1805 — Мухаммед Али становится Вали Египта.
- 1808 — император Наполеон I издаёт декрет, объявивший, что глава католической церкви лишается светской власти, а Рим и все владения папы присоединяются к французской империи.
- 1814
  - в ненадолго ставшей независимой Норвегии принята первая конституция.
  - Война за независимость Аргентины: в ходе Морской кампании 1814 года[исп.] в Ла-Плате, напротив Монтевидео произошло сражение при Бусео[исп.], в котором аргентинская эскадра под командованием адмирала Гильермо Брауна нанесла поражение испанской эскадре, предопределив падение Монтевидео.
- 1837 — начался выход американской газеты «Балтимор Сан».
- 1848 — австрийский император Фердинанд I сбежал из Вены в Инсбрук, скрываясь от революции.
- 1849 — пожаром уничтожено 15 кварталов и доки города Сент-Луис (Миссури, США).
- 1861
  - Первое в мире туристическое бюро Томаса Кука впервые в мире отправило туристическую группу в международную поездку (из Лондона в Париж).
  - В Лондоне впервые публично продемонстрирована цветная фотография. Сделана она была по методу шотландского физика Джеймса Максвелла.
- 1865 — основан Международный союз электросвязи.
- 1877 — в бостонском офисе установлен первый в мире телефонный распределительный щит.
- 1885 — Германия аннексирует Северную Новую Гвинею и Архипелаг Бисмарка.
- 1887 — началась первая стачка шахтёров Донбасса.
- 1897 — Австрия и Россия договорились соблюдать статус-кво на Балканах.
- 1900 — событие второй англо-бурской войны — снятие осады Мафекинга британскими войсками против Бурских войск.

### XX век
- 1909 — приказом № 187 по Военному ведомству на вооружение нижних чинов артиллеристов взамен шашки вводится кривой кинжал-бебут.
- 1916 — в Англии впервые совершён переход на летнее время.
- 1917
  - Троцкий возвращается из изгнания в Россию. Он и его группа (межрайонцев) сближаются с большевиками.
  - Анри Петен (будущий глава профашистского правительства Франции) назначен главнокомандующим французской армии.
- 1918 — начинается восстание Чехословацкого корпуса в Сибири. Начало гражданской войны в России.
- 1919 — в России объявляется национализация церковного и монастырского имущества.
- 1921 — отменяется декрет о национализации мелких предприятий, начало денационализации.
- 1924 — свадьба Марлен Дитрих и Рудольфа Зибера.
- 1928
  - В Амстердаме (Нидерланды) открылись IX Олимпийские игры.
  - Муссолини создал в Италии Службу дорог для строительства первых в мире скоростных автострад.
- 1929
  - После долгих розысков в Филадельфии схвачен глава торговцев контрабандными спиртными напитками Аль Капоне, которому было предъявлено обвинение в незаконном хранении пистолета.
  - В Монреале канадский пилот Колдвел впервые в Канаде использовал парашют для спасения.
- 1932 — Конгресс США переименовал Порто-Рико в Пуэрто-Рико.
- 1933 — в Германии запрещены забастовки.
- 1934 — в нацистской Германии евреи лишены права на медицинское страхование.
- 1937 — образование в Испании правительства во главе с Хуаном Негрином.
- 1939 — король Англии Георг VI и королева Елизавета прибывают в Квебек. Впервые Канаду посещает царствующий монарх.
- 1940 — фашистские войска захватывают столицу Бельгии Брюссель.
- 1941
  - Опубликована передовая в газете «Правда» за 36 дней до начала войны, в ней утверждается: Наша «мощь растёт непрерывно — на границах нашего государства и в глубине его».
  - Рудольф Гесс, бывший заместитель фюрера по нацистской партии, помещён в Тауэр в Лондоне.
  - Начало сражения под Гондэром.
- 1943
  - Верховный суд США объявил незаконным лишение права голоса американцев японского происхождения.
  - Операция Chastise — налёт специально подготовленных бомбардировщиков «Ланкастер» 617-й эскадрильи Королевских ВВС на плотины в Рурском бассейне.
  - США и Англия обменялись кодовыми сигналами своих спецслужб.
- 1948 — Советский Союз официально объявил о признании Израиля как государства.
- 1953 — катастрофа самолёта Douglas DC-3 компании «Delta Air Lines» в Техасе (США). Самолёт потерпел крушение при посадке в условиях сильной грозы. Из 20 человек на борту спасается один.
- 1954 — Верховный суд США объявил незаконной расовую сегрегацию в школах.
- 1955 — японский паром «Shium Maru» потоплен японским паромом «Uko Maru». Погибло 135 человек, пропало без вести 60 человек.
- 1956 — выходит постановление ЦК и Совмина о направлении молодёжи на важнейшие стройки и предприятия в восточных и северных районах страны.
- 1959 — на Кубе объявлена раздача земли крестьянам.
- 1963 — в Монтерее (штат Калифорния) проходит первый фолк-фестиваль, на котором выступают Джоан Баэз, Боб Дилан, Пит Сигер.
- 1968 — запуск космического спутника (ЕСРО-2В), разработанного Европейским космическим агентством.
- 1969 — Автоматическая межпланетная станция «Венера-6» совершает плавный спуск в атмосферу планеты Венера.
- 1970 — экспедиция норвежского путешественника-исследователя Тура Хейердала на папирусной лодке Ра-2 отправляется из марокканского города Сафи в плавание через Атлантический океан, чтобы продемонстрировать возможность достижения берегов Америки древними народами Африки.
- 1972 — в Советском Союзе осуществлён запуск искусственного спутника Земли «Космос-490» для изучения первичного космического излучения и потоков электронов высокой энергии.
- 1973 — в Сенате США начинаются слушания по Уотергейтскому скандалу.
- 1975
  - Впервые женщины приняты на службу в провинциальную полицию Онтарио (Канада).
  - Телеканал NBC заплатил 5 млн долларов за право одноразового показа фильма «Унесённые ветром».
- 1978 — швейцарская полиция в Лозанне обнаружила останки Чарли Чаплина, похищенные из могилы за 11 недель до этого.
- 1980
  - Премьера в США фильма «Звёздные войны. Эпизод V: Империя наносит ответный удар».
  - Маоистская группировка «Сияющий путь» объявила начало народной войны в Перу.
- 1983 — подписан мирный договор между Израилем и Ливаном.
- 1985 — выступая на собрании актива Ленинградской партийной организации, Генеральный секретарь ЦК КПСС Михаил Горбачёв впервые провозглашает лозунг «ускорения» коммунистического строительства.
- 1987 — Ирано-иракская война: инцидент с фрегатом «Старк» в Персидском заливе. Погибло 37 американцев. США и Ирак признали инцидент ошибкой.
- 1990
  - В ночь с 17 на 18 мая в 20 км западнее города Стерлитамак упал метеорит «Стерлитамак».
  - В РСФСР образован Валдайский национальный парк.
  - Всемирная организация здравоохранения исключила гомосексуальность из списка психических заболеваний.
- 1994
  - Первые многопартийные выборы в Малави.
  - Владислав Листьев покинул программу «Тема». Новой ведущей стала Лидия Иванова.
- 1995
  - На аукционе в Женеве алмаз «Ди» продан за рекордную сумму 16 548 750 долларов.
  - Жак Ширак стал президентом Франции.
  - 35-летний безработный Шон Нельсон угнал из ангара военной базы в Сан-Диего танк M60 и протаранил несколько автомобилей на шоссе.
- 1997 — Пол Маккартни получил по Интернету за 30 минут более 3 млн вопросов (мировой рекорд).
- 1998 — в Мэлдоне (Англия) было приготовлено блюдо кэрри весом 2653 кг (мировой рекорд).
- 1999 — Эхуд Барак стал премьер-министром Израиля.
- 2000 
  - 42-летний Михаил Касьянов утверждён председателем Правительства РФ.
  - Столкновения в Копенгагене футбольных фанатов стамбульского «Галатасарая» и лондонского «Арсенала» в день финала Кубка УЕФА, около 20 раненых, более 60 человек арестовано. В матче в серии пенальти победил «Галатасарай».

### XXI век
- 2004 — в штате Массачусетс разрешены однополые браки.
- 2007 — в Москве подписан Акт о каноническом общении между Московским патриархатом и Русской православной церковью за рубежом.
- 2009 — вышла первая, тестовая версия компьютерной игры Minecraft, ставшей одной из самых популярных в мире.
- 2015 — сборная Канады 25-й раз в истории выиграла чемпионат мира по хоккею с шайбой, разгромив в финале сборную России (6:1). Самым ценным игроком турнира признан 43-летний чех Яромир Ягр.
- 2021 — на Галапагосских островах (Эквадор) вследствие природной эрозии обрушилась «Арка Дарвина».

## Родились
См. также: Категория:Родившиеся 17 мая

### До XIX века
- 1490 — Альбрехт (ум. 1568), последний великий магистр Тевтонского ордена, первый герцог Пруссии (1525—1568).
- 1749 — Эдуард Дженнер (ум. 1823), английский врач, хирург, создатель вакцины против оспы.
- 1788 — Мария Даргомыжская (ум. 1851), русская поэтесса, драматург и писательница, мать композитора А. С. Даргомыжского.

### XIX век
- 1811 — Ирина Кони (ум. 1891), русская актриса и прозаик, мать юриста Анатолия Кони.
- 1820 — Сергей Соловьёв (ум. 1879), русский историк, автор «Истории России с древнейших времён».
- 1836 — Джозеф Норман Локьер (ум. 1920), английский астрофизик.
- 1842 — Август Тиссен (ум. 1926), немецкий промышленник, основатель концерна.
- 1860 — Мартин Кукучин (наст. имя Матей Бенцур; ум. 1928), словацкий писатель, драматург, публицист.
- 1865 — Агнес Зорма[нем.] (наст. фамилия Заремба; ум. 1927), немецкая театральная актриса.
- 1866
  - Эрик Сати (ум. 1925), французский композитор («Сократ», «Парад» и др.), пианист.
  - Николай Бахтин (ум. 1940), русский советский поэт, переводчик, литературовед, педагог, основатель Ленинградского ТЮЗа.
- 1871 — Анна Остроумова-Лебедева (ум. 1955), русская советская художница (пейзажи Петербурга).
- 1873 — Анри Барбюс (ум. 1935), французский писатель («Огонь», «Свет из бездны», «Сталин», «Правдивые истории» и др.), журналист, общественный деятель.
- 1886 — Альфонсо XIII (ум. 1941), король Испании (1886—1931), дед короля Хуана Карлоса I.
- 1889 — Альфонсо Рейес (ум. 1959), мексиканский писатель, переводчик, журналист, дипломат.
- 1891 — Елена Степанова (ум. 1978), оперная и камерная певица (колоратурное сопрано), народная артистка СССР.
- 1894
  - Ираклий Гамрекели (ум. 1943), грузинский советский театральный художник.
  - Янис Судрабкалнис (наст. имя Арвид Пейне; ум. 1975), латышский советский поэт, народный поэт Латвийской ССР, Герой Социалистического Труда.
- 1895 — Пётр Кириллов (ум. 1942), советский киноактёр («Мы из Кронштадта», «Великий гражданин» и др.) и режиссёр.
- 1897 — Одд Хассель (ум. 1981), норвежский физикохимик, один из основоположников конформационного анализа, создатель научной школы, лауреат Нобелевской премии по химии (1969).

### XX век
- 1901 — Вернер Эгк (наст.имя Вернер Йозеф Майер; ум. 1983), немецкий композитор, дирижёр и педагог, член Баварской академии изящных искусств.
- 1902 — Вера Головина (ум. 1988), советская актриса театра и кино, актриса Театра им. Вахтангова.
- 1904 — Жан Габен (наст.имя Жан Алексис Монкорже; ум. 1976), французский актёр театра и кино, лауреат премий Венецианского и Берлинского кинофестивалей, премии «Сезар».
- 1907 
  - Карло Батко (погиб в 1943), югославский партизан, Народный герой Югославии.
  - Илона Элек (ум. 1988), венгерская фехтовальщица, дважды олимпийская чемпионка, многократная чемпионка мира.
- 1908 — Леонид Первомайский (наст.имя Илья Гуревич; ум. 1973), украиноязычный советский прозаик, переводчик и поэт.
- 1909 
  - Леонид Пятигорский (ум. 1993), советский физик-теоретик.
  - Магда Шнайдер (ум. 1996), немецкая актриса, мать Роми Шнайдер.
- 1911
  - Ильза Штёбе (казнена в 1942), журналистка, участница немецкого движения Сопротивления, агент советской разведки.
  - Кирилл Щёлкин (ум. 1968), первый научный руководитель и главный конструктор ядерного центра Челябинск-70, трижды Герой Социалистического Труда.
  - Морин О’Салливан (ум. 1998), ирландская актриса, звезда Голливуда, исполнительница роли Джейн Паркер, возлюбленной Тарзана.
  - Софья Пилявская (ум. 2000), актриса театра и кино, актриса МХАТа, народная артистка СССР.
- 1912 — Перси Маршалл Янг (ум. 2004), английский дирижёр, музыковед и композитор.
- 1926 — Манфред Эвальд[нем.] (ум. 2002), министр спорта в ГДР (с 1961), глава национального олимпийского комитета (с 1973).
- 1932 — Илья Рутберг (ум. 2014), советский и российский актёр театра и кино, мим, театральный педагог.
- 1933 — Елена Горчакова (ум. 2002), советская копьеметательница, двукратный бронзовый призёр Олимпийских игр (1952, 1964).
- 1935 — Деннис Поттер[англ.] (ум. 1994), английский сценарист, теледраматург и журналист.
- 1936 — Деннис Хоппер (ум. 2010), американский актёр, кинорежиссёр, сценарист
- 1938 — Михаил Литвяков, советский режиссёр документального кино, российский кинодеятель.
- 1941 — Елизавета Никищихина (ум. 1997), актриса театра и кино, заслуженная артистка РСФСР.
- 1942 — Тадж Махал (наст.имя Анри Сен-Клер Фредерикс), американский музыкант, певец, исполнитель блюза.
- 1943 — Александр Леньков (ум. 2014), советский и российский актёр театра и кино, телеведущий, народный артист РФ.
- 1945
  - Николай Зиновьев (ум. 2018), советский и российский поэт, автор сборников «Столкновение», «Вовремя» и др.
  - Наталья Иванова, советская и российская писательница, критик, историк и теоретик литературы.
  - Тони Роч, австралийский теннисист и тренер.
- 1946
  - Галина Старовойтова (уб. 1998), советский и российский политик, лидер движения «Демократическая Россия».
  - Удо Линденберг, немецкий рок-певец, писатель и художник.
  - Зинаида Турчина, советская гандболистка, двукратная чемпионка мира и Олимпийских игр.
- 1949 — Билл Бруфорд, английский рок-музыкант, барабанщик и композитор.
- 1950 — Валерия Новодворская (ум. 2014), советский и российский политик, публицист, диссидент.
- 1951 — Владимир Мукусев, советский и российский тележурналист, один из создателей «Взгляда».
- 1952 — Марина Старых — советская и российская актриса театра и кино.
- 1953
  - Жерар Кравчик, французский кинорежиссёр, актёр, сценарист.
  - Касым-Жомарт Токаев, президент Казахстана (с 2019).
- 1955
  - Билл Пэкстон (ум. 2017), американский актёр («Титаник» и др.), кинорежиссёр, сценарист и продюсер.
  - Франческо Нути, итальянский актёр, сценарист, кинорежиссёр и продюсер.
- 1956 — Шугар Рэй Леонард, американский боксёр-профессионал, олимпийский чемпион (1976).
- 1958 — Павел Кузин, советский и российский барабанщик, участник рок-групп «Браво», «Бригада С», «Неприкасаемые» и др.
- 1959 — Пол Ди’Анно (наст.имя Пол Эндрюс), первый вокалист британской хэви-метал-группы «Iron Maiden», автор песен.
- 1961 — Эния Бреннан, ирландская певица и автор песен.
- 1964
  - Менно Остинг (погиб 1999), нидерландский теннисист.
  - Елена Старостина, российская актриса, телеведущая.
- 1965
  - Пэт О’Брайен, бывший гитарист американской брутал-дэт-метал-группы Cannibal Corpse.
  - Трент Резнор, американский музыкант, основатель и вокалист индастриал-группы Nine Inch Nails.
- 1966 — Кусей Хусейн (уб. 2003), младший сын Саддама Хусейна.
- 1970
  - Анжелика Агурбаш, белорусская и российская певица, актриса, модель и телеведущая.
  - Джованна Триллини, итальянская фехтовальщица, 4-кратная олимпийская чемпионка, 9-кратная чемпионка мира.
- 1971 — Максима, королева Нидерландов.
- 1977 — Пабло Приджиони, аргентинский баскетболист.
- 1980 — Ксения Новикова, российская певица, актриса, автор песен, солистка группы «Блестящие».
- 1982 — Тони Паркер, французский баскетболист, чемпион Европы (2013), 4-кратный чемпион НБА.
- 1984 — Андреас Кофлер, австрийский прыгун с трамплина, двукратный олимпийский чемпион.
- 1988 — Дамьен Да Силва, французский футболист.
- 1989 — Тесса Вертью, канадская фигуристка (танцы на льду), трёхкратная чемпионка мира и Олимпийских игр.
- 1991 — Йоханна Конта, британская теннисистка, бывшая четвёртая ракетка мира.

### XXI век
- 2002 — Тео Корбеану, канадский футболист.

## Скончались
См. также: Категория:Умершие 17 мая

### До XIX века
- 1510 — Сандро Боттичелли (р. 1445), итальянский художник.
- 1521 — казнён Эдвард Стаффорд (р. 1478), 3-й герцог Бекингем.
- 1575 — Мэттью Паркер (р. 1504), архиепископ Кентерберийский (1559—1575), капеллан Генриха VIII.
- 1717 — Бон де Булонь Старший (р. 1649), французский живописец, гравёр и педагог эпохи барокко.
- 1727 — Екатерина I (р. 1684), российская императрица (1725—1727).
- 1729 — Сэмюел Кларк (р. 1675), английский философ и теолог.
- 1765 — Алекси Клеро (р. 1713), французский математик, в 18 лет ставший самым молодым в истории членом французской Академии наук.

### XIX век
- 1822 — Ришельё Арман Эмманюэль дю Плесси (р. 1766), французский и русский государственный деятель.
- 1838 — Шарль Морис де Талейран (р. 1754), французский политик и дипломат, министр иностранных дел при трёх режимах.
- 1853 — князь Платон Ширинский-Шихматов (р. 1790), русский писатель, академик, министр народного просвещения (1850—1853).
- 1866 — Адольф Бернхардт Маркс (р. 1795), немецкий композитор, историк и теоретик музыки, педагог, доктор философии.

### XX век
- 1914 — Иван Боргман (р. 1849), русский физик.
- 1916 — князь Борис Голицын (р. 1862), русский физик, изобретатель электромагнитного сейсмографа.
- 1930 — погиб Макс Валье (р. 1895), австрийский пионер ракетной техники.
- 1935 — Поль Дюка (р. 1865), французский композитор.
- 1944 — Милена Есенская (р. 1896), чешская журналистка, писательница, переводчица, возлюбленная Франца Кафки.
- 1962 — Евгений Райковский (р. 1912), советский режиссёр мультипликационных фильмов.
- 1962 — Арсений Головко (р. 1906), адмирал Военно-Морского Флота СССР.
- 1964 — Отто Куусинен (р. 1881), финский, российский и советский политик, писатель, теоретик марксизма, академик АН СССР.
- 1966 — Юрий Дольд-Михайлик (р. 1903), украинский советский писатель.
- 1971 — Алексе Думитру (р. 1935), румынский гребец-каноист, олимпийский чемпион.
- 1977 — Эрвин Мюллер (р. 1911), немецкий физик, изобретатель электронного и ионного проекторов, первый человек, наблюдавший атомы.
- 1981 — Константин Сорокин (р. 1908), актёр театра и кино, народный артист РСФСР.
- 1986 — Людмила Пахомова (р. 1946), советская фигуристка, олимпийская чемпионка (1976), 6-кратная чемпионка мира и Европы.
- 1987 — Игнатий Дворецкий (р. 1919), советский драматург, прозаик, киносценарист.
- 1995 — Леонид Волков (р. 1934), советский хоккеист.
- 1996 — Рита Гладунко (р. 1929), актриса.
- 1998 — Нина Дорлиак (р. 1908), певица (сопрано), супруга Святослава Рихтера.
- 2000 — Ангелина Степанова (р. 1905), актриса, театральный деятель, народная артистка СССР.

### XXI век
- 2005 — Люк-Петер Кромбе (р. 1920), бельгийский художник.
- 2009 — Марио Бенедетти (р. 1920), уругвайский журналист, писатель, литературовед.
- 2010 — Фриц Зеннхайзер (р. 1912), немецкий изобретатель и предприниматель.
- 2012 — Донна Саммер (р. 1948), американская певица.
- 2014
  - Джералд Эдельман (р. 1929), американский биохимик, лауреат Нобелевской премии (1972).
  - Анатолий Поперечный (р. 1934), советский и российский поэт-песенник.
- 2017 — Виктор Горбатко (р. 1934), советский космонавт, дважды Герой Советского Союза.
- 2018 — Ричард Пайпс (р. 1923), американский историк, философ, профессор Гарвардского университета.
- 2022 — Вангелис (р. 1943), греческий композитор, мультиинструменталист.

## Приметы
Пелагея / Пелагея Заступница / День баклушников
- Если посеяли просо, не жди пшеницу. Каким зерном посеешь, таким и соберёшь.
- На Пелагею рубили дерево на выделку ложек[10].